# 杏小百合
杏小百合（1983年9月20日—），日本模特兒、演員、歌手。本名佐佐木 小百合（佐々木 さゆり），出身自日本神奈川縣，隸屬田邊AGENCY公司。

## 個人簡介
杏小百合畢業於神奈川縣立永谷高中，少年時曾經到過英國留學，所以能說英語。於2000年參選日本雜誌Miss Young Magazine的選美比賽，取得第四名，開始投身藝能界。杏小百合與小倉優子相當友好。另外，在工作上曾跟若槻千夏合作，二人亦結為好友。
杏小百合數年間不斷推出寫真集，在水著偶像行列及網絡上均擁有極高人氣，與同期出身的磯山沙也加、中川翔子等並列為極受歡迎的水著藝人。於2006年加盟現屬的田邊Agency公司，目前繼續在水著偶像及模特兒的事業中活躍著。

## 演出紀錄

### 電視劇
- 駄目ナリ！（讀賣電視台）- 飾演 加賀谷麻實
- 87%（日本電視台）- 飾演 藤城真奈美
- Mystery民俗學者 八雲樹（朝日電視台）第五、六話客串 - 飾演 篠原佐用子
- 素敵な夢を叶えましょう（每日放送）- 飾演 咲矢ハナ（首次擔任女主角）
- 黑色太陽（朝日電視台）- 飾演 櫻井久美子
- アンナさんのおまめ（朝日電視台）- 飾演 西園寺安娜
- 星期三懸疑劇場：神樂坂署生活安全課3（東京電視台）- 飾演 安藤智子
- Shower Girl！（朝日電視台）- 飾演 川上千佳子、早乙女ミホ（一人分飾二角）

### 特備節目
- 第1回ギャオーディション（GyaO）
- 內村製作（朝日電視台）
- ロンロバ！金メダル！（東京放送）
- カミングダウト（日本電視台）
- 落下女（日本電視台）
- 秀吉（中部日本放送）
- インパクト！（富士電視台）
- あの歌がきこえる（日本放送協會）
- Chronos「護衛中」（富士電視台）
- FILM FACTORY（東京電視台）
- Yahoo！ Live Talk Gravure Idol Seminar
- 教育節目開始說100個單詞吧！英語會話（NHK教育頻道）

### 電影
- Over Drive（以三味線為主題的日本電影）

### 舞台演出
- 燻し銀河（2008年3月26日至3月30日，於東京天王洲銀河劇場公演）

### 廣告
- Au by KDDI（手提電話）
  - 『涼子課長登場篇』 - 與篠原涼子、忍成修吾合演
  - 『戀愛中的涼子課長篇』 - 與篠原涼子、忍成修吾合演
  - 『ワンセグ+おフロ+ネイル篇』 - 與篠原涼子、忍成修吾合演
  - 『動物們篇』 - 與篠原涼子、忍成修吾合演

## 推出產品

### 單曲唱片
- 「100 MAGIC WORDS」 - 英語會話節目片尾曲
- 「畫用紙」 - 動畫「かいけつゾロリ」（名古屋電視台）片尾曲

### 寫真集
| 名稱                                 | 日期           | 出版商     |
| anzu/anzusayuri                      | 2001年5月12日  | バウハウス |
| Departure                            | 2002年5月20日  | バウハウス |
| 水着ファイターEVOLUTIONS～anzu`roses | 2003年1月24日  | 集英社     |
| あんずDROPS                          | 2003年6月26日  | 學習研究社 |
| &ZOO                                 | 2004年11月10日 | -          |
| in tayland                           | 2005年7月5日   | -          |
| Charm                                | 2005年8月1日   | -          |
| 月刊 杏さゆり                        | 2006年10月12日 | 新潮社     |

### DVD
- fine.（2001）
- D-splash（2001）
- Final Beauty（2002）
- DEAPURTURE（2002）
- FLOWER（2002）
- anzu n' roses（2003）
- ANZU CANDY（2003）
- 閱覧～etsuran～（2004）
- Wind Of Anzu（2005）
- 杏的挑戰（2005）

## 外部連結
- 杏小百合官方網站